# Ancylotrypa schultzei
Ancylotrypa schultzei is een spinnensoort uit de familie Cyrtaucheniidae. De soort komt voor in Namibië.